# Pegophysema schrammi
Pegophysema schrammi is een tweekleppigensoort uit de familie van de Lucinidae. De wetenschappelijke naam van de soort is voor het eerst geldig gepubliceerd in 1876 door Crosse.